# Donji Rsojevići
Donji Rsojevići (cyr. Доњи Рсојевићи) – wieś w Czarnogórze, w gminie Danilovgrad. W 2011 roku liczyła 45 mieszkańców.